# Meilleur pointeur de la Ligue canadienne de hockey
Le meilleur pointeur de la saison de la Ligue canadienne de hockey reçoit chaque année un prix.

## Vainqueur
| Saison    | Récipiendaire                                               | Équipe                                                      | Ligue                                                       | Points                                                      |                                                             |
| --------- | ----------------------------------------------------------- | ----------------------------------------------------------- | ----------------------------------------------------------- | ----------------------------------------------------------- | ----------------------------------------------------------- |
| 1993-1994 | Jason Allison                                               | Knights de London                                           | LHO                                                         | 142                                                         |                                                             |
| 1994-1995 | Marc Savard                                                 | Generals d'Oshawa                                           | LHO                                                         | 139                                                         |                                                             |
| 1995-1996 | Daniel Brière                                               | Voltigeurs de Drummondville                                 | LHJMQ                                                       | 163                                                         |                                                             |
| 1996-1997 | Pavel Rosa                                                  | Olympiques de Hull                                          | LHJMQ                                                       | 152                                                         |                                                             |
| 1997-1998 | Ramzi Abid                                                  | Saguenéens de Chicoutimi                                    | LHJMQ                                                       | 135                                                         |                                                             |
| 1998-1999 | Mike Ribeiro                                                | Huskies de Rouyn-Noranda                                    | LHJMQ                                                       | 167                                                         |                                                             |
| 1999-2000 | Brad Richards                                               | Océanic de Rimouski                                         | LHJMQ                                                       | 186                                                         |                                                             |
| 2000-2001 | Simon Gamache                                               | Foreurs de Val-d'Or                                         | LHJMQ                                                       | 184                                                         |                                                             |
| 2001-2002 | Pierre-Marc Bouchard                                        | Saguenéens de Chicoutimi                                    | LHJMQ                                                       | 140                                                         |                                                             |
| 2002-2003 | Corey Locke                                                 | 67 d'Ottawa                                                 | LHO                                                         | 151                                                         |                                                             |
| 2003-2004 | Sidney Crosby                                               | Océanic de Rimouski                                         | LHJMQ                                                       | 135                                                         |                                                             |
| 2004-2005 | Sidney Crosby                                               | Océanic de Rimouski                                         | LHJMQ                                                       | 168                                                         |                                                             |
| 2005-2006 | Aleksandr Radoulov                                          | Remparts de Québec                                          | LHJMQ                                                       | 152                                                         |                                                             |
| 2006-2007 | Patrick Kane                                                | Knights de London                                           | LHO                                                         | 145                                                         |                                                             |
| 2007-2008 | Justin Azevedo                                              | Rangers de Kitchener                                        | LHO                                                         | 124                                                         |                                                             |
| 2008-2009 | Yannick Riendeau                                            | Voltigeurs de Drummondville                                 | LHJMQ                                                       | 126                                                         |                                                             |
| 2009-2010 | Brandon Kozun                                               | Hitmen de Calgary                                           | LHOu                                                        | 107                                                         |                                                             |
| 2010-2011 | Linden Vey                                                  | Tigers de Medicine Hat                                      | LHOu                                                        | 116                                                         |                                                             |
| 2011-2012 | Brendan Shinnimin                                           | Americans de Tri-City                                       | LHOu                                                        | 134                                                         |                                                             |
| 2012-2013 | Brendan Leipsic Nicolas Petan                               | Winterhawks de Portland                                     | LHOu                                                        | 120                                                         |                                                             |
| 2013-2014 | Connor Brown                                                | Otters d'Érié                                               | LHO                                                         | 128                                                         |                                                             |
| 2014-2015 | Dylan Strome Conor Garland                                  | Otters d'Érié Wildcats de Moncton                           | LHO LHJMQ                                                   | 129                                                         |                                                             |
| 2015-2016 | Conor Garland                                               | Wildcats de Moncton                                         | LHJMQ                                                       | 128                                                         |                                                             |
| 2016-2017 | Sam Steel                                                   | Pats de Regina                                              | LHOu                                                        | 131                                                         |                                                             |
| 2017-2018 | Jayden Halbgewachs                                          | Warriors de Moose Jaw                                       | LHOu                                                        | 129                                                         |                                                             |
| 2018-2019 | Jason Robertson                                             | IceDogs de Niagara                                          | LHO                                                         | 117                                                         |                                                             |
| 2019-2020 | Marco Rossi                                                 | 67's d'Ottawa                                               | LHO                                                         | 120                                                         |                                                             |
| 2020-2021 | Saison annulée dans la LHO et séries annulées dans la LHOu. | Saison annulée dans la LHO et séries annulées dans la LHOu. | Saison annulée dans la LHO et séries annulées dans la LHOu. | Saison annulée dans la LHO et séries annulées dans la LHOu. | Saison annulée dans la LHO et séries annulées dans la LHOu. |
| 2021-2022 | Wyatt Johnston                                              | Spitfires de Windsor                                        | LHO                                                         | 124                                                         |                                                             |
| 2022-2023 | Connor Bedard                                               | Pats de Regina                                              | LHOu                                                        | 143                                                         |                                                             |
| 2023-2024 | Jagger Firkus                                               | Warriors de Moose Jaw                                       | LHOu                                                        | 126                                                         |                                                             |